# William Moultrie
William Moultrie est un esclavagiste, militaire et homme politique américain ayant combattu durant la guerre d'indépendance des États-Unis. Colonel à la tête de la milice de Caroline du Sud lors de son déclenchement, il organise la défense de Charleston en 1776, empêchant momentanément les Britanniques de prendre la ville.

## Biographie
William Moultrie est né à Charleston en Caroline du Sud. Ses parents étaient John et Lucretia (Cooper) Moultrie et étaient planteurs.
Il participe à la guerre anglo-cherokee en 1761. Il est élu à l'assemblée coloniale avant l'avènement de la Révolution américaine.
En 1775, il devient colonel du 2e régiment de Caroline du Sud, dans la milice de l'État. En décembre de cette année, il mène un raid sur un camp d'esclaves en fuite sur l'île de Sullivan, en tuant une cinquantaine et capturant le reste. L'île a été le principal point d'arrivés des esclaves subsahariens importés à Charleston, on estime que 40 % du total estimé de 400 000 Subsahariens amenés aux États-Unis comme esclaves ont transités par cette île.
En 1776, sur l'île de Sullivan (plus tard appelé Fort Moultrie en son honneur), il empêche Henry Clinton et Peter Parker de prendre Charleston. Le Congrès continental a adopté une résolution remerciant Moultrie. Il est promu général de brigade et son régiment est intégré dans l'Armée continentale.
L'habileté de Moultrie n'a pas réussi à empêcher la prise de Savannah, en Géorgie, par les Britanniques en 1778. Il est capturé lors de la prise de Charleston par les Britanniques en 1780. Des milliers d'esclaves du Sud se sont échappés pour rejoindre les lignes britanniques dans la ville, la Couronne leur ayant promis la liberté s'ils abandonnaient les rebelles. Lorsque les Britanniques ont évacué Charleston en 1782, ils ont également pris de nombreux affranchis, les réinstallant dans leurs colonies dans les Caraïbes et en Nouvelle-Écosse, connus comme Loyalistes noirs.
Moultrie est échangé contre des prisonniers britanniques. Dans la dernière année de la guerre, il est promu major-général en 1782, le dernier homme nommé par le Congrès à ce rang.
Après la guerre, il est élu par la nouvelle législature de l'État en tant que 35e gouverneur de la Caroline du Sud (1785-1787). La constitution de l'État interdit deux mandats successifs en tant que gouverneur. Moultrie est réélu par le législateur en 1792, servant en 1794.
Dans ses dernières années, il retourne gérer sa plantation. Il a écrit les Mémoires de la Révolution en Caroline du Sud en 1802.

## Sources
- (en) Cet article est partiellement ou en totalité issu de l’article de Wikipédia en anglais intitulé « William Moultrie » (voir la liste des auteurs).